# São Sebastião (Setúbal)
São Sebastião is een plaats (freguesia) in de Portugese gemeente Setúbal en telt 59.000 inwoners (2007).